# Philippe Wurm
Philippe Wurm, schweizisk serieskapare född 1962 i Lugano.

## Biografi
Philippe Wurm tog teckningslektioner hos Eddy Paape. Hans första album "La Fabuleuse Histoire de Tennis" publicerades 1989, två år senare kom det första av tre serieadationer av "Kommissarie Maigret". Tillsammans med författaren Stephen Desberg har han gjort kriminalserien "Le Cercle des Sentinelles" och tillsammans med Jean Dufaux har han gjort en serie kallad "Les Rochester".